# Макові (підродина)
Макові (лат. Papaveroideae) — підродина квіткових рослин родини макові (Papaveraceae) порядку жовтецевоцвіті. Підродина зустрічається, головним чином, у помірних та субтропічних областях північної півкулі, особливо у Середземномор'ї, Західній, Середній та Східній Азії та південно-західній частині США.

## Опис
Більшість представників — багаторічні або однорічні трави, рідше кущі або й деревця, звичайно з білим соком. Листки без прилистків, звичайно з більш-менш розчленованою пластинкою, чергові, верхні — іноді супротивні або кільчасті. Квітки або поодинокі, або в малоквіткових суцвіттях, циклічні, актиноморфні, з подвійною вільнолистою оцвітиною. Чашечка з двох (рідше трьох-чотирьох) чашолистків, які опадають при розкриванні квітки. Віночок з чотирьох яскраво забарвлених пелюсток, розміщених у двох колах по дві; зовнішні в трансверсальній, внутрішні у медіальній площині квітки, рідко пелюсток більше чотирьох або не має зовсім, як у бокконії (Bocconia). Андроцей з численних тичинок, що розміщені колами, у деяких родів тичинок чотири, 6 або 12, як наприклад, у птеридофілуму (Pteridophyllum).
Гінецей паракарпний. Плодолистків — від невизначено великої кількості як у маку (Papaver) до двох, як у чистотілу (Chelidonium). Зав'язь верхня, рідко — напівнижня, одногнізда, у деяких представників з перегородками, які не доходять до середини зав'язі. Приймочка сидяча або на короткому, слабо відмежованому від зав'язі стовпчику, звичайно лопатева, іноді стилодії вільні як у платистемону (Platystemon). Плід — коробочка, що відкривається дірочками (мак) або тулками знизу (чистотіл), рідше — роздрібнений і членистий (платистемон) або нерозкривний однонасінний горішкоподібний. Насіння з ендоспермом, часто з принасінником(чистотіл). Макові — ентомофільні рослини. Нектарників у них немає, комахи відвідують квітки не заради нектару, а для збирання пилку.

## Використання
Деякі представники підродини мають важливе господарське значення. З насіння маку, наприклад, одержують жирні олії, які використовують у харчових та технічних цілях. Зокрема мак снотворний багатий на різні алкалоїди. Це цінна лікарська рослина, що служить для одержання морфію, кодеїну, опію у промислових масштабах. Як лікарська рослина (для лікування захворювань шкіри) використовується чистотіл великий (Chelidonium majus), який має також важливе значення як технічна сировина для виготовлення протикорозійних препаратів. Деякі види маку дуже декоративні, зокрема мак східний (Papaver orientale) тощо.

## Класифікація
Підродина об'єднує близько 24 родів та понад 250 видів, які ростуть переважно, у позатропічних областях. В Україні росте п'ять 17 видів із п'яти родів.
- Підродина Papaveroideae Eaton

- Триба Eschscholzieae Baill.

- Dendromecon Benth.
- Eschscholzia Cham.
- Hunnemannia Sweet

- Триба Chelidonieae Dumort.

- Bocconia L.
- Chelidonium L.
- Dicranostigma Hook.f. & Thomson
- Glaucium Mill.
- Eomecon Hance
- Hylomecon Maxim.
- Macleaya R.Br.
- Sanguinaria L.
- Stylophorum Nutt.

- Триба Platystemoneae Spach

- Hesperomecon Greene
- Meconella Nutt.
- Platystemon Benth.

- Триба Papavereae Dumort.

- Arctomecon Torr. & Frém.
- Argemone L.
- Canbya Parry
- Meconopsis Vig.
- Papaver L. — Мак
- Roemeria Medik.
- Romneya Harv.
- Stylomecon G. Taylor

| Гібіскус | Це незавершена стаття про квіткові рослини. Ви можете допомогти проєкту, виправивши або дописавши її. |